# Okręg Cosne-Cours-sur-Loire
Okręg Cosne-Cours-sur-Loire (fr. Arrondissement de Cosne-Cours-sur-Loire) – okręg we wschodniej Francji. Populacja wynosi 45 400.

## Podział administracyjny
W skład okręgu wchodzą następujące kantony:
- Charité-sur-Loire,
- Cosne-Cours-sur-Loire-Nord,
- Cosne-Cours-sur-Loire-Sud,
- Donzy,
- Pouilly-sur-Loire,
- Prémery,
- Saint-Amand-en-Puisaye.